# Anteliaster indonesiae
Anteliaster indonesiae är en sjöstjärneart som beskrevs av Khwaja Muhammad Sultanul Aziz och Jacques Jangoux 1985. Anteliaster indonesiae ingår i släktet Anteliaster och familjen Pedicellasteridae. Inga underarter finns listade i Catalogue of Life.